# Георг Декер
Георг Декер (Пешта, 7. децембар 1818 — Беч, 13. фебруар 1894) био је аустроугарски уметник и сликар портрета.
Декер је рођен у Мађарској у породици етничких немаца, а одрастао је и своју каријеру направио у Бечу, где је предавао сликарство и сликао портрете и историјске догађаје. Захваљујући његовом учењу, понекад су га називали Господин професор Георг Декер. Именован је за витеза Ордена Франца Јозефа Декер је назван „славним портретистом највишег бечког друштва“.

## Живот
Декер је био један од синова уметника Јохана Стефана Декера и брат уметника Алберта (1817–1871) и Габријела Декера (1821–1855). Рођен је у Пешти, у Краљевини Мађарској, али се 1821. године породица Декер преселила у царски град Беч. Током одрастања у Бечу отац га је научио да црта и слика акварелом и минијатуром. Већ 1835. Декеров цртеж композитора Венцела Милера литографисао је Ф. Волф. Георг је почео да излаже аквареле 1837. године, а почетком 1840-их примљен је као студент на Академију ликовних уметности, где је научио да слика у уљу. Након тога, Декер је сликао портрете у уљу, а потом од 1850-их и у пастелима, проучавајући рад Менгса и Лиотарда у Дрездену. Убрзо је уследио велики успех на овом пољу. До 1860. Декер је водио приватну уметничку школу, а 1861. постао је члан бечке Куће уметника.
Изван света уметности, Декер је био активан члан Бечког шаховског удружења, чија је покретачка снага био Алберт Саломон Анселм фон Ротшилд.
Године 1851. Декер се оженио Отилијом фон Собек, која је умрла 1860. 1861. оженио се Јозефином Хеленом фон Лукам (1829–1914).
На имендан десетогодишњег Рудолфа престолонаследника Аустрије, 17. априла 1869. године, цар Франц Јозеф је сину поклонио Декеров портрет надвојводе Карла, војводе од Тешена, победника битке код Асперна. Цар је 1872. године наградио Декерова достигнућа у уметности дајући му Витешки крст Ордена Франца Јозефа.
Када је Декер умро 1894. године, град Беч је набавио велики број скица и литографија портрета са његовог имања. Сахрањен је у Средишњем бечком гробљу, а 1909. улица у бечком округу Мајдлинг названа је Декергасе (Deckergasse). Декергасе прелази преко парка Вилхелмсдорфер, који је такође познат као Декер парк.

## Изабрана дела
- Портрет Венцела Милера, 1835, цртеж штампан као литографија[4]
- Портрет адмирала Вилхелма фон Тегетофа, након 1866, пастел на картону, Војни и историјски музеј (Heeresgeschichtliches Museum), Беч[10]
- Портрет надвојводе Фердинанда Максимилијана, око 1857, пастел на картону, Војни и историјски музеј, Беч[11]
- Лутрија на Брандштету, акварел, Бечки музеј
- Портрет Радецког, у пастелима, око 1850, Бечки музеј[12]
- Портрет Радецког, 1850, уље на платну, Војни и историјски музеј, Беч[13]
- Портрет надвојводе Карла, војводе од Ћешина, по Антону Ајнслу, након 1847, уље на платну, Албертина, Беч
- Портрет Јозефа Другог, Светог римског цара, пастели, Албертина, Беч[14]
- Портрет Леополда фон Рауха, око 1842, литографија, Завичајни музеј, Мост, Чешка[15]
- Портрет аустријске царице Јелисавете, 1869, по Винтерхалтеру
- Портрет надвојвоткиње Маргарете као детета, ћерке Фердинанда Четвртог, великог војводе од Тоскане, пастел на картону, 1883.
- Портрет надвојводе Леополда Фердинанда од Аустрије као детета, пастел на картону.